# Baek Minseok
Baek Minseok (Seúl, Corea del sur, 1971.) (Hangul: 백민석) es un escritor coreano.
En 2004 anunció que dejaba de escribir.

## Obras
Baek Minseok debutó en 1995 con "Los caramelos que amé" (Naega saranghan kendi).) Su trabajo es representativo de la estética de ficción coreana de mediados de los años noventa que se llamó "ficción bizarra". Este tipo de ficción se opone a las normas sociales y a los sistemas aceptados representando lo raro y lo cruel de forma a menudo cómica. Con una aguda imaginación sangrienta y llena de imágenes gráficas, su obra a menudo hace referencias directas a lo extraño, como en el caso de la novela La extraña historia del campo de algodón.
Los chicos jóvenes son protagonistas recurrentes en sus obras, como El chico de los recados de la mansión y El pobre chico Hans. Incluso la psicología de los personajes adultos es más cercana a la de un niño. Por ejemplo, el protagonista de Granja para búhos muertos es un hombre-niño de 20 años que solo habla con muñecos. En estas obras los personajes buscan crecer y desarrollarse, pero el resultado final está lejos de lo que se considera una madurez sana. A través de estos personaje que van contracorriente critica el poder de la influencia y cuestiona lo que consideramos que es la "norma".
También aparecen con regularidad fantasmas, como en su recopilación El chico de los recados de la mansión, pero no son del tipo de los que aparecen en las obras de fantasía. De hecho, representan nuestra realidad del día a día y es esto precisamente lo que los hace terribles. Ser adulto significa ser miembro de una sociedad depravada, por eso la realidad diaria que los adultos dominan es terrorífica. En La extraña historia del campo de algodón este horror cotidiano se manifiesta a través de secuestros, asesinatos, violencia, perversos actos sexuales y prácticas sadomasoquistas. En Rusher se expresa el mismo terror en descripciones surrealistas sobre una sociedad distópica. A través de estas obras, parece sugerir que el mundo real no es más que un espacio ficcional exagerado que ignora la ética, la moral y el sentido común.

## Obras en coreano (lista parcial)
Novelas
- Los caramelos que amé
- Eh, nos vamos de picnic (1995)
- El pobre Hans (1998)
- La extraña historia del campo de algodón (2000)
- El chico de los recados de la mansión (2001)
- Granja para búhos muertos (2003),
- Rusher (2003)

Recopilaciones de cuentos
- Dieciséis cuentos del Museo Créase o no (1997)
- El hombre en la punta de la lengua (2013)